# Hauts de Saint-Marc
Les Hauts de Saint-Marc constituent une section communale rurale située à l'est de la ville haïtienne de Saint-Marc et le département de l'Artibonite.

## Données géographiques
Le nom officiel est Lalouère, quatrième section communale de Saint-Marc, d'une extension de 96 km2 pour une population de 18 000 habitants.
Il existe dans les Hauts de Saint-Marc deux rivières principales : Kobe et Veuve. Leur confluence au niveau de la localité de Barbe donne naissance à la Grande Rivière de Saint-Marc qui se jette dans la baie de Saint-Marc.
Tout le périmètre des Hauts de Saint-Marc est irrigué par ces trois rivières dont le bassin versant total couvre 56 km2. Les zones irrigables représentent une superficie de 850 ha.
Le périmètre des Hauts de Saint-Marc comporte une série de trois réseaux ou sous-systèmes:
- le système de la rivière de Saint-Marc avec huit prises en dur très dégradées qui alimentent les canaux du même nom : Gilbert, Lagarenne, Janain, Villejoint, Roussette, Guyon Américain, Petit Guyon ;
- le système de la rivière Veuve avec quatre prises alimentant d'autres unités : Moreau, Barbe sans Tache, Savari, Procoun ;
- le système de la rivière Guepe avec une onzième prise, la prise Grand Fond alimentant le canal et l'unité hydraulique Rasanble[3].

Il y a environ vingt-six (26) localités à Lalouère dont Venotte, Barbe, Moreau, Guichamp, Lagarène, Savary, Gilbert, Grand Fond, Janain, Procou, Bois l'État.
Les principales cultures de la région sont le maïs, le sorgho, la canne à sucre, les haricots, etc.

## Délimitation territoriale
La section communale de Lalouère ou les Hauts de Saint-Marc est limitée au nord par le bassin de l'Artibonite, à l'est par la Verrettes, au sud par les territoires montagneux de Charettes et de Goyavier et à l'ouest par la Ville de Saint-Marc. Elle s'étend sur 97,05 km2. Elle est divisée en plusieurs localités: Venotte, Barbe, Grand Fond, Kafou Madan Odilon, Bois l'État, Dipson, Moreau, Guichamp, Janain, Bally, Lalouere, Procou, Roussette, La Garenne, Savary, Gilbert, Painson, Meriken etc.

## Zones Agroécologiques
Cette section présente, selon les microclimats, la géomorphologie et la végétation, trois zones agroécologiques différentes :
1. La zone Bois l'État-Grand Fond qui constitue un plateau sec avec une végétation de cactus, de bayahondes, de bois cabri, de neems associée avec des cultures annuelles sous la pluie telles que le maïs, le sorgho, le pois congo, les arachides.
2. La zone qui s'étend de Barbe à La Garenne via la vallée Meriken dont la composition est un ensemble de petites plaines irriguées permettant des cultures comme la banane, le riz, les haricots, les tomates, la canne à sucre, etc. La canne à sucre est transportée à dos d'animaux ou de camions pour rejoindre les moulins de pressage de la canne.
3. La zone de Gilbert et des hauts plateaux jusqu'à la frontière d'avec Verrettes formée de mornes et de collines semi-humides où l'arboriculture est très développée.

## Climat
Elle se trouve dans une région de climat tropical semi-humide. Elle est caractérisée par deux grandes variations climatiques :
- une saison pluvieuse qui s'est écourtée depuis les 15 dernières années en s'étendant de juin à novembre au lieu d'avril à novembre (1 300 mm/an) ;
- une saison sèche qui varie entre novembre et mai (220 mm/an).

La pluviométrie moyenne mensuelle est de l'ordre de 128 mm et la température moyenne annuelle atteint les 27 °C.

## Ressources naturelles: faune et flore
Autrefois la faune et la flore des Hauts de Saint-Marc était riche, abondante et variée. On y trouvait en matière de flore le bois cabri, le bois plomb, le quinquina, le cotonnier, le campêche, le mombin, le sucrin, le mapou, l'abricotier, le quenettier, le cayemitier, la sapotille, la cirouelle.
Pour la faune, le perroquet, la pintade, la corneille, le papillon La Saint-Jean, la couleuvre Madelaine, le têtard, l'anguille, le cribish étaient visibles.

## Réseau hydrographique
Elle est traversée par un réseau de cours d'eau complexe avec deux rivières principales, une douzaine de sources et trois lacs collinaires. Les deux unités hydrographiques principales sont représentées par les rivières Veuve et Kobe dont la jonction au niveau de la localité de Barbe donne lieu à un autre cours d'eau : la Grande Rivière de Saint-Marc qui traverse la ville de Saint-Marc et se jette dans la baie du même nom.
Un réseau d'irrigation, composé d'environ 15 canaux primaires et long de plus de 40 kilomètres, est alimenté par ces deux rivières. Cependant, c'est la rivière Kobe qui assure l'essentiel des apports tandis qu'un troisième cours d'eau, situé à l'orée de la localité de Grand Fond, mais de bien moindre importance en termes de débit, irrigue les périmètres de Rassemble.
La rivière Kobe prend sa source à partir de deux branches, l'une alimentée par la source Lafortune et l'autre par Bourbier dans les hauteurs de Gilbert. La rivière Veuve provient de l'un des versants de Goyavier (Bellevue) mais conserve un peu de son débit grâce au petit cours d'eau de Savary alimenté par la source du même nom.

## Localités
1. SAVARY.- La localité de Savary est située au pied de la zone d’altitude des Hauts de Saint-Marc. Il s’agit d’un territoire villageois dont l’habitat est fort dispersé et les ressources un peu rares. Environ 2 500 personnes, pour la plupart des femmes, vivent dans la zone et s’adonnent à l’agriculture et au commerce. Les cultures les plus répandues sont le manioc, le maïs et le sorgho. Les familles ont du mal à s’approvisionner en eau potable car le point d’eau le plus proche (une source naturelle) se trouve à une distance d’une heure et demie de marche sur des sentiers en forte altitude. Tous les hommes gaillards sont absents du village et travaillent en République Dominicaine ou dans l’archipel des Bahamas. Le niveau de revenus est excessivement bas, soit mille cinq cents gourdes ou vingt-cinq euros mensuels. Aucun service administratif existe dans cette contrée villageoise; le CASEC qui dirige la section communale des Hauts de Saint-Marc à laquelle elle est rattachée, n'exerce aucune sorte d'autorité parmi les habitants locaux. Les seules voies de communication qui relient le village au reste du pays consistent en des réseaux téléphoniques (NATCOM et DIGICEL). La piste qui mène de la Ville de Saint-Marc à Savary mesure plus de sept kilomètres de long mais s’arrête à environ une heure de marche à l'entrée du village. Les infrastructures sociocommunautaires existantes sont celles des églises protestantes qui constituent les lieux de culte et de réunion des gens du village. L’école primaire École Communautaire de Pierre Savary constitue le seul vecteur de service de base de proximité (accès : 30 minutes de marche).
2. BADOMO.-
3. GILBERT.-